# II Lupi
II Lupi (IRAS 15194-5115) är en ensam stjärna belägen i den södra delen av stjärnbilden Vargen. Den har en lägsta skenbar magnitud av ca 16,66 och kräver ett kraftfullt teleskop med kamera för att kunna observeras. Baserat på parallax enligt Gaia  Data Release 3 på ca 1,56 mas beräknas den befinna sig på ett avstånd av ca 2 100 ljusår (ca  640 parsec) från solen.

## Observation
År 1987 identifierades den infraröda källan IRAS  15194-5115 som en extrem kolstjärna. Den sågs vara starkt variabel vid optiska och infraröda våglängder. Den är mycket svag visuellt, 15:e eller 16:e magnituden i ett rött filter och under 21:a magnituden i ett blått filter, men vid medelinfraröda våglängder (N-band) är den den tredje ljusaste kolstjärnan på himlen. En stjärna på platsen hade tidigare katalogiserats som WOS 48, en möjlig stjärna av spektraltyp S, på grundval av starka band av lantanmonoxid i dess spektrum.
Baserat på infraröd fotometri fick IRAS 15194-5115 variabelbeteckningen II Lupi 1995, även om variabilitetstypen fortfarande var okänd. Mer detaljerad infraröd fotometri bekräftade att II Lupi var en Miravariabel och visade regelbundna variationer med en period av 575 dygn över 18 år. Den genomsnittliga magnituden blev också mörkare och ljusare under den tiden och har karakteriserats som en sekundär period på 6 900 dygn även om mindre än en hel cykel observerades. Den sekundära perioden skulle kunna tolkas som en isolerad eller oregelbunden obskurering i ett stoftskal som omger stjärnan.

## Egenskaper

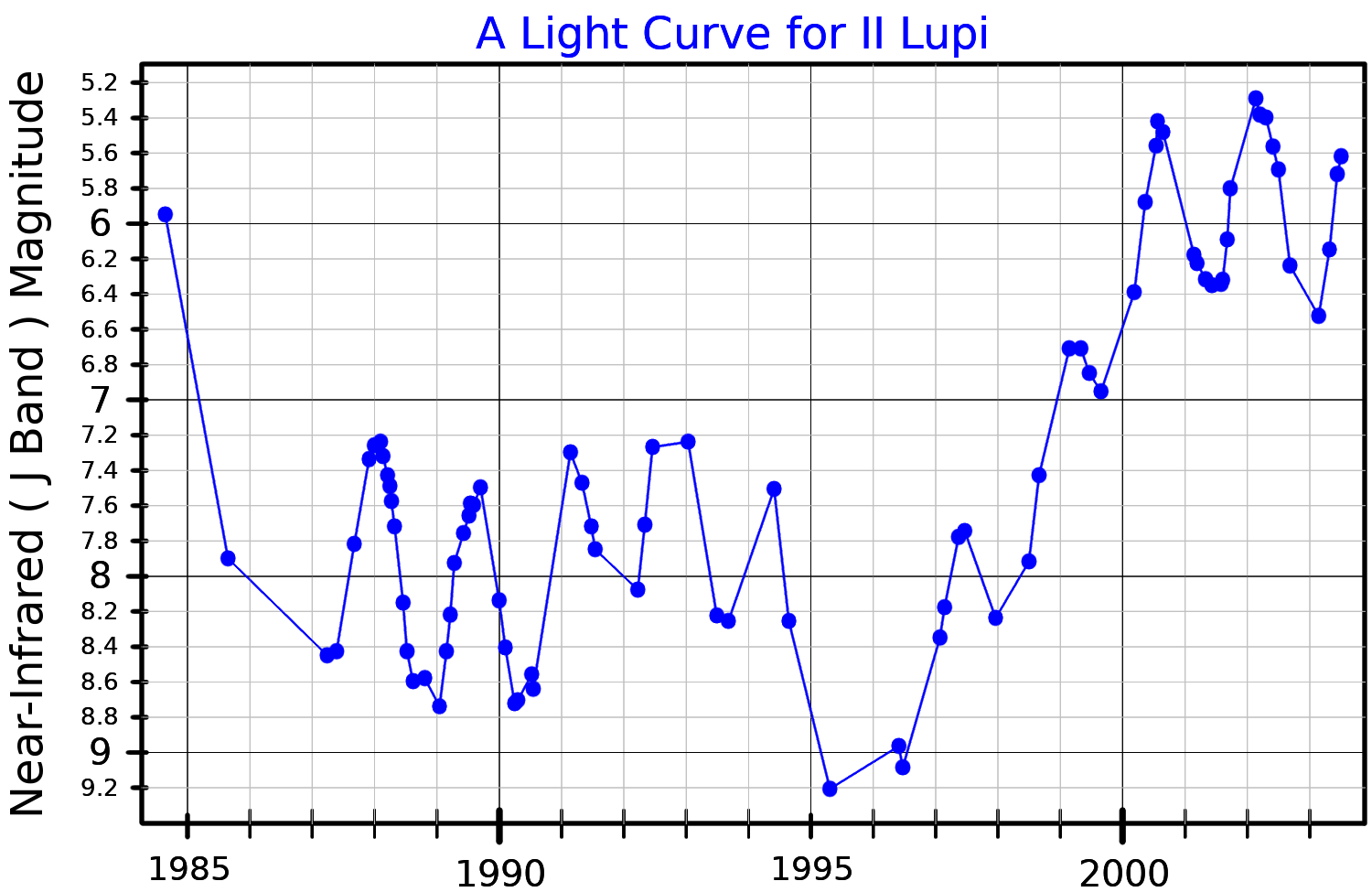
Ljuskurva för II Lupi i nära infraröd (J-bandet), plottad från Lykou et al. (2018),

II Lupi är en röd stjärna av spektralklass C, som är en kolstjärna och Miravariabel. Den är den ljusaste kolstjärnan på södra halvklotet vid våglängd 12 μm. Den har en massa av ca 2,2 solmassor, en radie av 400 - 500 solradier och utsänder energi från dess fotosfär motsvarande ca 9 800 gånger solen vid en effektiv temperatur av 2&nbs;570 - 2&nbs;860 K. Stjärnan har en stark stjärnvind och förlorar massa med i genomsnitt 10−5 solmassa per år.